# Dvora Omer
Dvora Omer (hebrejsky: דבורה עומר, narozena 9. října 1932 – 2. května 2013) byla izraelská spisovatelka. Píše hlavně knihy pro děti a mládež, ale též divadelní hry, rozhlasové scénáře, romány pro dospělé a sloupky v řadě dětských časopisů.

## Biografie
Narodila se v kibucu Ma'oz Chajim v Bejtše'anském údolí ještě za dob britské mandátní Palestiny. V době, kdy byla ještě dítě, se její rodiče rozvedli a v jedenácti letech jí zemřela matka při nehodě během výcviku jednotek Hagany. Její otec Moše Mosenzon byl novinový redaktor, který během druhé světové války sloužil v Židovské brigádě v rámci Britské armády a v době jeho nepřítomnosti byla Dvora vychovávána v kibucu. Psát začala již jako malá a svoje dílka publikovala v dětském časopise Bama'ale.
Po absolvování povinné vojenské služby v Izraelských obranných silách studovala v učitelském semináři Oranim, který dokončila v roce 1952, načež se stala učitelkou. Ještě během své pedagogické kariéry začala být více literárně činná a psala pohádky Tamařiny dopisy do časopisu Davar pro děti. Ve svých knihách reflektovala vývoj nově vzniklého státu a jeho kultury a řadu příběhů, postav a událostí věnovala dějinám sionismu. Většina jejích knih je pro mladé dospělé a řada z nich byla přeložena do mnoha jazyků.
Ke konci života žila v mošavu Kfar Ma'as a se svým manželem Šmulikem měla tři děti.

## Ocenění
Během své literární kariéry získala řadu ocenění. V roce 1959 Jacivovu cenu, dvakrát Lambdanovu cenu (1967 a 1981), v roce 1973 cenu Ministerstva školství, v roce 1979 cenu ministerského předsedy, dále pak Andersen International Honor Citation, dvakrát Ze'evova cenu (1981 a 1999), medaili Janusze Korczaka, v roce 2002 cenu Hadasa a v roce 2005 cenu Ministerstva školství za celoživotní dílo. V roce 2005 byla v internetové soutěži 200 největších Izraelců zvolena 109. největším Izraelcem všech dob. V roce 2006 jí byla udělena Izraelská cena za celoživotní dílo a přínos izraelské společnosti a státu.